# Drolshagen
Drolshagen é uma cidade da Alemanha localizado no distrito de Olpe, região administrativa de Arnsberg, estado de Renânia do Norte-Vestfália.